# 1922 au Yukon
Chronologie du Yukon
- 1918
- 1919
- 1920
- 1921
- 1922
- 1923
- 1924
- 1925
- 1926

Cette page concerne des événements d'actualité qui se sont produits durant l'année 1922 dans le territoire canadien du Yukon.

## Politique
- Commissaire de l'or : George P. MacKenzie
- Législature : 5e puis 6e

## Événements
- 11 septembre : Dixième élection générale yukonnaise (en).

## Naissances
- 13 janvier : Hilda Watson, premier chef du Parti progressiste-conservateur du Yukon († 14 juillet 1997)

## Décès
- 5 juin : George Carmack, chercheur d'or (º 24 septembre 1860)